# Aporcelaimellus obtusicaudatus
Aporcelaimellus obtusicaudatus är en rundmaskart. Aporcelaimellus obtusicaudatus ingår i släktet Aporcelaimellus, och familjen Aporcelaimidae. Arten är reproducerande i Sverige.